# Montes de Málaga
Montes de Málaga este o arie protejată (sit de importanță comunitară — SCI) din Spania întinsă pe o suprafață de 4.992,85 ha, integral pe uscat.

## Localizare
Centrul sitului Montes de Málaga este situat la coordonatele 36°49′28″N 4°23′18″W / 36.8245°N 4.3882°V.

## Înființare
Situl Montes de Málaga a fost declarat sit de importanță comunitară în noiembrie 2016 pentru a proteja 11 specii de animale.

## Biodiversitate
Situată în ecoregiunea mediteraneană, aria protejată conține 12 habitate naturale: Galerii și tufărișuri riverane sudice (Nerio-Tamaricetea și Securinegion tinctoriae), Liziere de ierburi înalte hidrofile de câmpie și de nivel montan până la alpin, Ape puternic oligomezotrofe cu vegetație bentonică cu Chara spp., Păduri termofile cu Fraxinus angustifolia, Păduri de pin mediteraneene cu pini mezogeni endemici, Păduri de Quercus suber, Pseudostepă cu ierburi și specii anuale de Thero-Brachypodietea, Pante stâncoase silicioase cu vegetație casmofită, Păduri de Quercus ilex și Quercus rotundifolia, Tufărișuri termo-mediteraneene și de pre-deșert, Dehesas cu Quercus spp. perene, Roci stâncoase cu vegetație pionieră de Sedo-Scleranthion sau Sedo albi-Veronicion dillenii.
La baza desemnării sitului se află mai multe specii protejate:
- păsări (6): Aquila fasciata, buha (Bubo bubo), șerpar (Circaetus gallicus), Galerida theklae, ciocârlie de pădure (Lullula arborea), silvie de tufiș (Sylvia undata)
- amfibieni (1): Discoglossus galganoi
- mamifere (3): vidră de râu (Lutra lutra), liliacul mare cu potcoavă (Rhinolophus ferrumequinum), liliacul mic cu potcoavă (Rhinolophus hipposideros)
- reptile (1): Mauremys leprosa

Pe lângă speciile protejate, pe teritoriul sitului au mai fost identificate 27 de specii de păsări, 1 specie de mamifere, 1 specie de reptile.